# Vittorio Beltrami
Vittorio Beltrami (Omegna, 6 giugno 1926 – Miazzina, 29 novembre 2012) è stato un partigiano e politico italiano.

## Biografia
Nato a Omegna nel 1926, a 18 anni partecipa alla resistenza nella divisione Valtoce, con i fratelli Alfredo e Antonio Di Dio. Questo periodo ispirò le sue successive scelte politiche.
Dopo la guerra lavorò prima come impiegato e poi come geometra. Militò nella Democrazia Cristiana e negli anni cinquanta fu eletto al consiglio comunale a Omegna. Poi, da 1964 al 1974, consigliere provinciale ed in seguito assessore sempre per la provincia di Novara. Seguì l'elezione al Consiglio regionale del Piemonte, diventando prima presidente della Commissione salute e poi, nella IV legislatura, Presidente della Giunta Regionale (dal 1985 al 1990). Fu eletto al consiglio regionale per cinque legislature, dalla prima nel 1970 alla quinta, terminata nel 1995.
Oltre all'impegno politico fu attivo nelle associazioni della Resistenza, fu vicepresidente dell'Istituto storico della Resistenza e della società contemporanea "Piero Fornara" di Novara, fondatore della Casa della Resistenza di Fondotoce di cui fu anche presidente.